# Albert Sauer
Albert Sauer (Międzyzdroje, 17 agosto 1898 – Falkensee, 3 maggio 1945) è stato un militare tedesco, comandante del campo di concentramento di Mauthausen-Gusen.

## Biografia

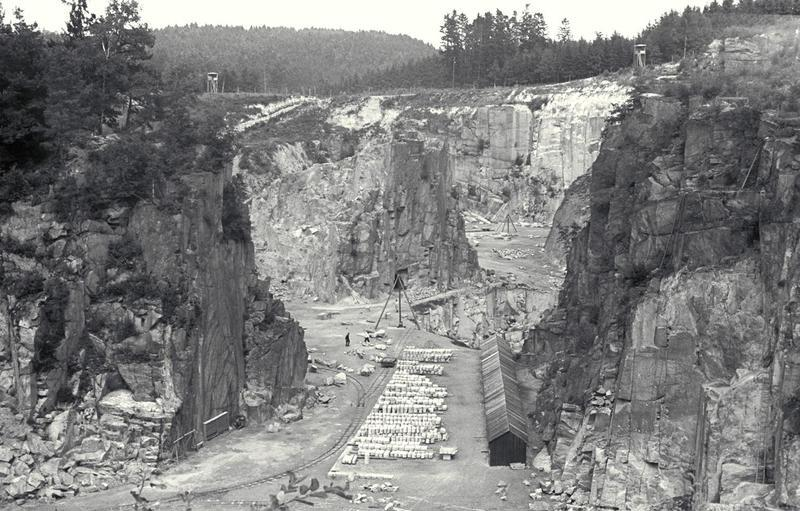
Cava Wienergraben

Falegname di professione, entrò a far parte sia del NSDAP che delle SS nel 1931. Dopo un periodo di disoccupazione, divenne un impiegato a tempo pieno nelle SS. Fu un protetto di Theodor Eicke,  nell'aprile 1935 fu assegnato all'unità di guardia delle SS (Wachtruppe) del campo di concentramento di Oranienburg. Dal 1º aprile 1936 fu comandante del campo di concentramento di Bad Sulza.
Tra il 1º agosto 1937 e la metà del 1938, fu Schutzhaftlagerfuhrer nel campo di concentramento di Sachsenhausen nelle SS-Totenkopfverbände. Nel periodo compreso tra il 1º agosto 1938 e il 1º aprile 1939, fu ufficialmente comandante dell'allora cava provvisoria Wienergraben che fece affidamento sul lavoro degli schiavi dei sottocampi di Mauthausen-Gusen.
A causa della negligenza e dell'eccessiva mitezza nei confronti dei detenuti del campo di concentramento, Sauer fu rimosso dal servizio del campo nell'aprile 1939. Il 9 febbraio 1939 fu sostituito come comandante del campo dall'SS-Sturmbannfuhrer Franz Ziereis.
Nel periodo 1941-1942 ricoprì una posizione ufficiale nell'RKFDV. Dal settembre 1942 all'aprile 1943 fu nuovamente Schutzhaftlagerfuhrer a Sachsenhausen. Nel 1943, fu coinvolto nella liquidazione del ghetto di Riga e successivamente fu temporaneamente comandante del campo di concentramento di Kaiserwald, che fu liquidato nel luglio 1944.
Morì per le ferite riportate a Falkensee il 3 maggio 1945.